# Красімір Неделчев Мінчев
Красимір Неделчев Мінчев (нар. 31 січня 1953, Сливен, Болгарія) — болгарський політик, дипломат. Депутат Народних Зборів Республіки Болгарія. Надзвичайний і Повноважний Посол Республіки Болгарія в Україні (2012-2018).

## Біографія
Народився 31 січня 1953 року в Сливені. 1977 закінчив Київське вище військово-інженерне училище (Україна), Військову академію ЗС Болгарії, Коледж генерального штабу та армійського командування (США). Володіє англійською, російською та українською мовами.
У 1982—1998 рр. — викладав радіолакаційну і радіоелектронну технику у Вищому військовому училищі артилерії і ППО, асистент, головний асистент, керівник ланки «Радіолокаційна і радіоелектронна техніка» в місті Шумен.
У 1999—2003 рр. — був повітряним та військово-морським аташе. Військовим аташе у Посольстві Болгарії в Україні.
У 2003—2006 рр. — працював в Міністерстві оборони Болгарії в управлінні «Міжнародного співробітництва»
У 2007—2009 рр. — займався приватним бізнесом. Працював менеджером у галузі охорони здоров'я та туризму.
У 2009—2012 рр. — депутат Національних зборів Республіки Болгарія
З 23 квітня 2012 — Надзвичайний і Повноважний Посол Республіки Болгарія в Києві.
02.07.2012 — вручив вірчі грамоти Президенту України Віктору Януковичу.. Указом Президента Болгарії від 30 листопада 2018 року звільнений з посади посла.

## Парламентська діяльність
З 14.07.2009 по 02.05.2012 рр. — депутат Народних зборів Болгарії 41-го скликання.
З 14.07.2009 по 02.05.2012 рр. — член Парламентської групи політичної партії ГЄРБ.
З 29.07.2009 по 11.04.2012 рр. — член парламентського комітету із зовнішньої політики і оборони.
З 29.07.2009 по 11.04.2012 рр. — член парламентського комітету у справах Європи.
З 04.09.2009 по 26.01.2011 рр. — заступник представника делегації у Парламентській Асамблеї Ради Європи.
З 26.01.2011 по 11.04.2012 рр. — заступник керівника делегації у Парламентській Асамблеї Ради Європи.
З 23.10.2009 по 02.05.2012 рр. — член Групи дружби Болгарія — Кіпр.
З 23.10.2009 по 02.05.2012 рр. — заступник голови Групи дружби Болгарія — Китай.
З 23.10.2009 по 02.05.2012 рр. — член Групи дружби Болгарія — Росія.
З 23.10.2009 по 02.05.2012 рр. — член Групи дружби Болгарія — США.
З 23.10.2009 по 02.05.2012 рр. — член Групи дружби Болгарія — Україна.
З 23.10.2009 по 02.05.2012 рр. — член Групи дружби Болгарія — Філіппіни.